# Galeriowiec (Katowice)
Galeriowiec – budynek mieszkalny w Katowicach, położony przy placu Grunwaldzkim 4, na terenie dzielnicy Koszutka. Wzniesiono go w latach 1959–1962 według projektu Mieczysława Króla. Charakteryzuje się on załamaną fasadą z loggiami.

## Historia

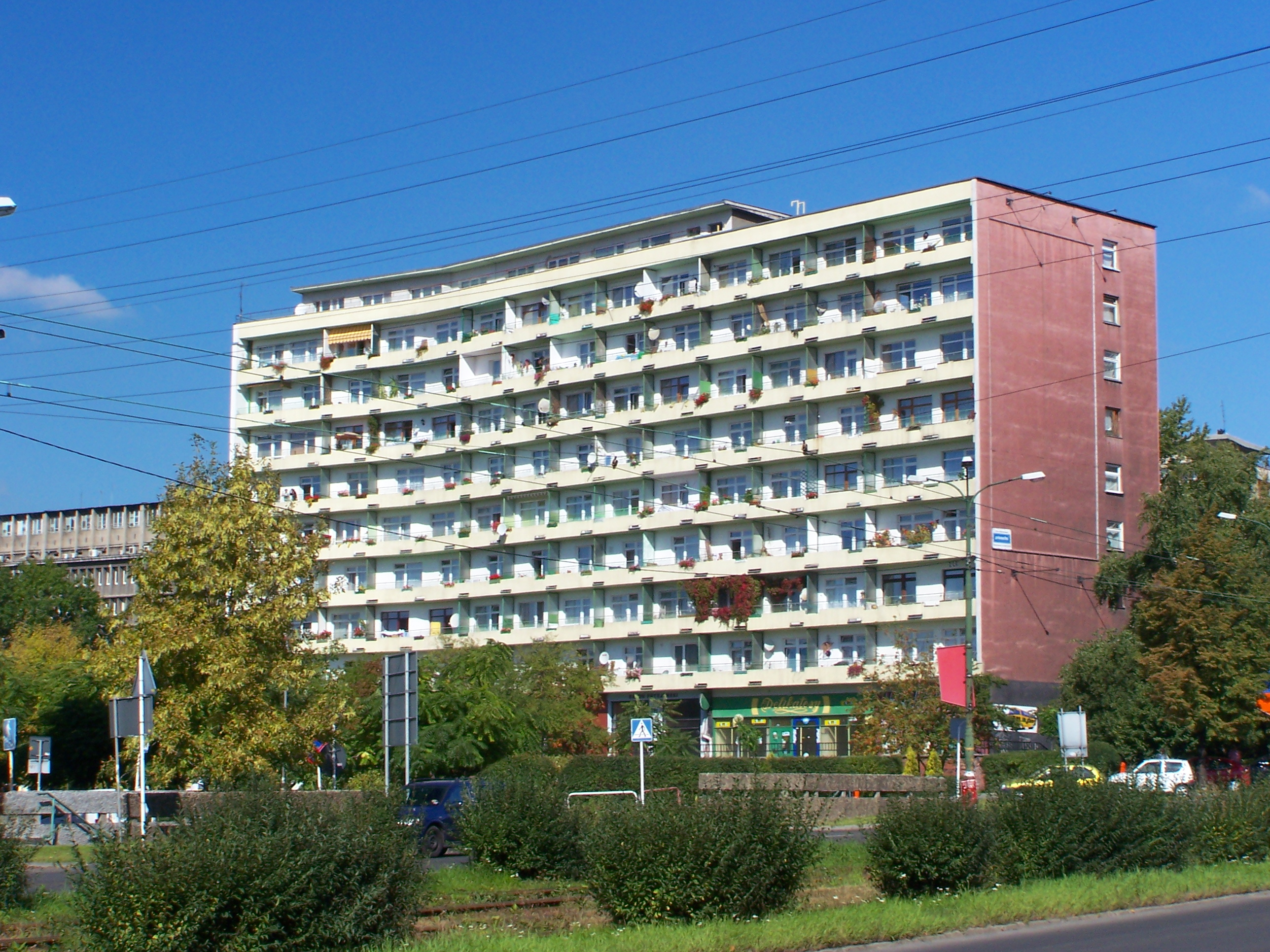
Galeriowiec w 2006 roku

Galeriowiec powstał jako jeden z największych i najbardziej charakterystycznych elementów zespołu urbanistycznego tzw. „Bloku C” Nowej Koszutki na rogu ówczesnych ulic Armii Czerwonej (późniejsza aleja W. Korfantego) i G. Morcinka. Projekt budynku powstał w 1957 roku, jego architektem był Mieczysław Król, a konstruktorem Franciszek Klimek. Budowa Galeriowca trwała w latach 1959–1962. Oddano w nim do użytku 312 mieszkań, natomiast na parterze ulokowano placówki usługowo-handlowe: dużą kawiarnię „Santos”, bar, sklepy oraz magiel.
Kawiarnia „Santos”, funkcjonująca do około 1970 roku, działała pod egidą Związku Młodzieży Socjalistycznej. W niej swój pierwszy występ na żywo dał Apostolis Anthimos, a ponadto koncertowali m.in. Jacek Gazda, Maciej Radziejewski czy Andrzej Urny.
Pod koniec 2023 roku w Galeriowcu funkcjonowały m.in.: Dział Obsługi Wspólnot Mieszkaniowych Komunalnego Zakładu Gospodarki Mieszkaniowej w Katowicach, wspólnota mieszkaniowa, restauracja czy sklep sportowy.

## Charakterystyka

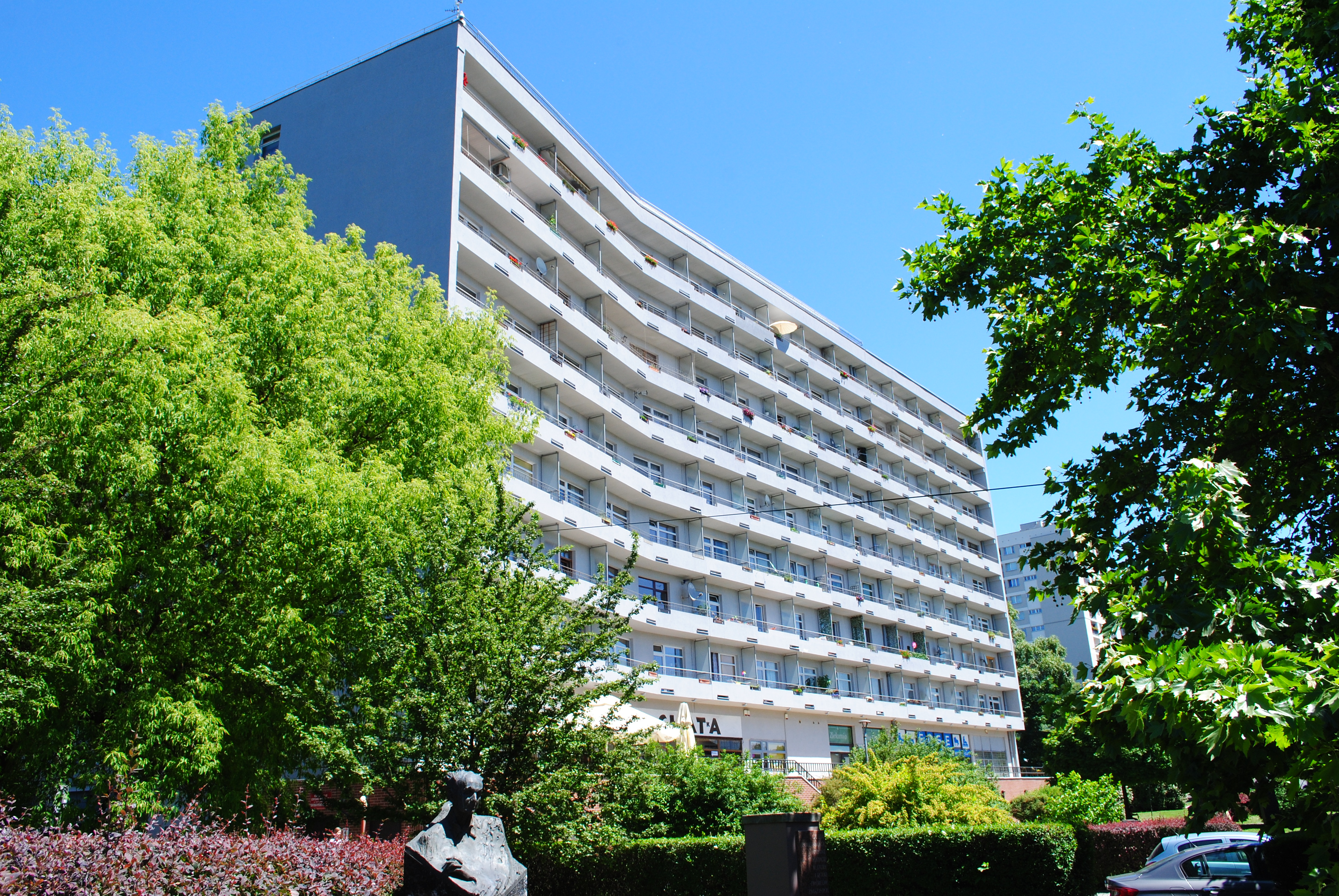
Galeriowiec od strony placu Grunwaldzkiego (2022)

Galeriowiec to budynek mieszkalny w Katowicach, położony przy placu Grunwaldzkim 4, na terenie dzielnicy Koszutka.
Jest to blok galeriowo-korytarzowy z charakterystyczną bryłą budynku – załamaną fasadą z loggiami od strony placu Grunwaldzkiego (ulicy G. Morcinka). Takie przełamanie podkreślono dodatkowo dachem usytuowanym nad tarasem ostatniego piętra. Powierzchnia użytkowa budynku wynosi 5 528,32 m², a powierzchnia zabudowy 1 103 m². Liczy 10 kondygnacji nadziemnych i 1 podziemną.
Gmach wzniesiony został na konstrukcji żelbetowego monolitycznego szkieletu, na wysokim cokole o charakterze użytkowym. Parter niemal całkowicie przeszklono, a szklane tafle oddzielają również poszczególne loggie. Ściany i pełne płyty loggii Galeriowca pierwotnie utrzymano w pastelowych, ciepłych barwach, a podniebienia zaakcentowano jasnym odcieniem żółci. Żeby łatwiej można było utrzymać czystość elewacji, częściowo zastosowano terakotowe płytki. Kondygnację cokołową pierwotnie obłożono natomiast jasnym kamieniem.
Parter z szerokim przedpolem w formie tarasu przeznaczony jest na handel i usługi. Wyższe piętra zajmują mieszkania, a najwyższe pralnia z suszarnią. W budynku zaprojektowano mieszkania na ogół jednopokojowe, poszerzone o hol stołowy.